# Niwy (województwo świętokrzyskie)
Niwy – wieś w Polsce położona w województwie świętokrzyskim, w powiecie kieleckim, w gminie Daleszyce.
| SIMC    | Nazwa             | Rodzaj    |
| ------- | ----------------- | --------- |
| 0236671 | Niwki Daleszyckie | część wsi |

W latach 1975–1998 miejscowość położona była w województwie kieleckim.
W latach 30. XX w. przez wieś przebiegała trasa kolejki z Kielc do Złotej Wody k. Łagowa.
W czasie okupacji niemieckiej mieszkająca we wsi rodzina Śliwińskich udzieliła pomocy Dawidowi Friedmanowi. W 1991 roku Instytut Jad Waszem podjął decyzję o przyznaniu Leonii, Bolesławowi i Leonowi Śliwińskim tytułu Sprawiedliwych wśród Narodów Świata.
Przez wieś przechodzi  niebieski szlak turystyczny z Chęcin do Łagowa.